# Graphium evemon
Lesser Jay (Graphium evemon), hay Pale Green Triangle, là một loài bướm ngày nhiệt đới được tìm thấy ở đông bắc Ấn Độ.